# Baines Nunatak
Baines Nunatak är en nunatak i Antarktis. Den ligger i Östantarktis. Storbritannien gör anspråk på området. Toppen på Baines Nunatak är 1 020 meter över havet.
Terrängen runt Baines Nunatak är lite kuperad, och sluttar norrut. Trakten är obefolkad. Det finns inga samhällen i närheten.